# Убрать Картера (роман)
«Убра́ть Ка́ртера» (англ. Get Carter; 1970) — детективный роман британского писателя Теда Льюиса.

## Сюжет
Лондонский гангстер Джек Картер приезжает в родной провинциальный Донкастер на похороны брата Фрэнка. Все уверены, что его брат совершил самоубийство, но Картер в этом сомневается и начинает собственное расследование. Лондонские хозяева Картера приказывают ему вернуться, так как у них есть свой бизнес с местными бандитами. Картер отказывается. Он выясняет, что дочь Фрэнка снималась в порнофильме, а когда Фрэнк узнал об этом, его убили. Картер хочет отомстить.

## Персонажи
- Джек Картер
- Дорин — дочь Фрэнка
- Маргарет — любовница Фрэнка, проститутка
- Эрик Пэйс, Сирил Киннер — донкастерские гангстеры
- Джеральд Флетчер, Лес Флетчер — лондонские хозяева Картера
- Голландец Питер, Кон Маккарти — подручные Джеральда и Леса
- Одри — жена Джеральда, любовница Картера

## История создания и публикации
В основе сюжета лежит дело, известное как «убийство однорукого бандита», когда в январе 1967 года Дэннис Стаффорд и Майкл Лувальо убили своего партнёра по игровому бизнесу Ангуса Сиббета. Первоначально роман вышел под названием Jack’s Return Home (рус. Джек возвращается домой). После успеха снятого по роману фильма «Убрать Картера» с Майклом Кейном в главной роли роман стали издавать под названием «Убрать Картера». На русском языке роман вышел в 2005 году в издательстве «У-Фактория» в переводе Марии Павлычевой.
Льюис написал ещё два романа о Джеке Картере: Jack Carter’s Law (1974) и Jack Carter and the Mafia Pigeon (1977).

## Экранизации
- 1971 — Убрать Картера / Get Carter. В гл. роли Майкл Кейн
- 1972 — Hit Man
- 2000 — Убрать Картера / Get Carter. В гл. роли Сильвестр Сталлоне